# Water Newton
Water Newton est une paroisse civile et un village du Cambridgeshire, en Angleterre.